# Стрелецкий район
Стрелецкий район — административно-территориальная единица в составе Курской области РСФСР, существовавшая в 1935—1963 годах. Административный центр — город Курск.

## Население
По данным переписи 1939 года в Стрелецком районе проживало 71 531 чел., в том числе русские — 98,0 %, украинцы — 1,4 %. По данным переписи 1959 года в Стрелецком районе проживало 48 008 чел..

## История
Стрелецкий район был образован 18 января 1935 года в составе Курской области.
По данным 1940 года район включал 15 сельсоветов: 
- Брежневский
- Букреевский
- Верхне-Бартеньевский
- Лебяженский
- Моковский
- Нижне-Касиновский
- Нижне-Медведицкий
- Ново-Поселеновский
- Пашковский
- Пименовский
- Полянский
- Пронский
- Рышковский
- Сапоговский
- Шемякинский

1 февраля 1963 года Стрелецкий район был упразднён, а его территория передана в Курский район.